# Monika Niemczyk
Monika Niemczyk, właściwie Danuta Niemczyk (ur. 26 marca 1946 w Krakowie) – polska aktorka.

## Życiorys
Jest córką skrzypka Wacława Niemczyka, siostrą malarza Krzysztofa Niemczyka i bratanicą aktora Leona Niemczyka. Ukończyła w Krakowie liceum muzyczne w klasie skrzypiec. Absolwentka Wydziału Aktorskiego PWST w Krakowie.

## Wybrana filmografia
- 1972: Diabeł (zakonnica)
- 1973: Na niebie i na ziemi (Krystyna Grela, żona Zygmunta)
- 1974: Najważniejszy dzień życia (uczennica Majka, w odc. 6. Broda)
- 1977: Wodzirej (Irenka)
- 1978: 07 zgłoś się, odc. Brudna sprawa (prostytutka Ewa Grabik Skarbona)
- 1980: Cham (Franka, żona Pawła)
- 1980: Z biegiem lat, z biegiem dni... (Misia Chomińska, córka pani Janiny)
- 1982: Bluszcz (Kinga Wilczewska)
- 1987: Łuk Erosa (Jadwiga Ciąglewiczowa)
- 1991: Diabły, diabły (matka Małej)
- 1997: Klan (Teresa, przyjaciółka Moniki)
- 1999: Córy szczęścia (madame w domu publicznym)
- 2005: Podróż Niny (Marta)
- 2006: Kto nigdy nie żył (matka Marysi)
- 2019: Mowa ptaków (nauczycielka biologii)
- 2020: Szadź (matka Piotra)
- 2021: M jak miłość (Pani Renia)

## Teatr Telewizji
- 1987: Opowieści Hollywoodu (Nelly Mann)